# Factoriales descendente y ascendente
El factorial descendente (a veces llamado producto secuencial descendente o factorial inferior) es un operador matemático que se define como
{\displaystyle (x)_{n}=x^{\underline {n}}=x(x-1)(x-2)\cdots (x-n+1)=\prod _{k=1}^{n}(x-(k-1))=\prod _{k=0}^{n-1}(x-k).}
El factorial ascendente (a veces llamado función de Pochhammer, polinomio de Pochhammer, producto secuencial ascendente, o factorial superior) se define a su vez como
{\displaystyle x^{(n)}=x^{\overline {n}}=x(x+1)(x+2)\cdots (x+n-1)=\prod _{k=1}^{n}(x+(k-1))=\prod _{k=0}^{n-1}(x+k).}
El valor de ambos se toma como 1 (un producto vacío) cuando n = 0.
El símbolo de Pochhammer, introducido por el matemático prusiano Leo August Pochhammer (1841-1920), es la notación (x)n, donde n es un número natural. Dependiendo del contexto, el símbolo de Pochhammer puede representar el factorial ascendente o el factorial descendente tal como se definió anteriormente. Se debe tener cuidado para verificar qué interpretación se está utilizando en cada artículo en particular. Pochhammer en realidad utilizó la notación (x)n con otro significado, a saber, denotar el coeficiente binomial {\displaystyle {\tbinom {x}{n}}}.
En este artículo, el símbolo (x)n se usa para representar el factorial descendente y el símbolo x(n) se usa para el factorial ascendente. Estas convenciones se usan en combinatoria. En la teoría de funciones especiales (en particular, en la función hipergeométrica), el símbolo de Pochhammer (x)n se usa para representar el factorial ascendente.
Una lista útil de fórmulas para manipular el factorial ascendente en esta última notación se da en (Slater, 1966, Appendix I). Knuth usa el término potencias factoriales para abarcar factoriales ascendentes y descendentes.
Cuando x es un entero no negativo, (x)n da el número de n-permutaciones de un conjunto de elementos x, o equivalentemente, el número de posibles funciones injectivas de un conjunto de tamaño n sobre un conjunto de tamaño x. Sin embargo, para estos significados, otras notaciones como xPn y P (x, n) se usan comúnmente. El símbolo de Pochhammer sirve principalmente para usos más algebraicos, por ejemplo cuando x es una variable indeterminada, en cuyo caso (x)n designa un polinomio particular de grado n en x.

## Ejemplos
Los primeros factoriales ascendentes son los siguientes:
{\displaystyle x^{(0)}=x^{\overline {0}}=1}
{\displaystyle x^{(1)}=x^{\overline {1}}=x}
{\displaystyle x^{(2)}=x^{\overline {2}}=x(x+1)=x^{2}+x}
{\displaystyle x^{(3)}=x^{\overline {3}}=x(x+1)(x+2)=x^{3}+3x^{2}+2x}
{\displaystyle x^{(4)}=x^{\overline {4}}=x(x+1)(x+2)(x+3)=x^{4}+6x^{3}+11x^{2}+6x}
Los primeros pocos factoriales descendentes son los siguientes:
{\displaystyle (x)_{0}=x^{\underline {0}}=1}
{\displaystyle (x)_{1}=x^{\underline {1}}=x}
{\displaystyle (x)_{2}=x^{\underline {2}}=x(x-1)=x^{2}-x}
{\displaystyle (x)_{3}=x^{\underline {3}}=x(x-1)(x-2)=x^{3}-3x^{2}+2x}
{\displaystyle (x)_{4}=x^{\underline {4}}=x(x-1)(x-2)(x-3)=x^{4}-6x^{3}+11x^{2}-6x}
Los coeficientes que aparecen en las expresiones son los números de Stirling de primera especie.

## Propiedades
Los factoriales ascendentes y descendentes se pueden usar para expresar un coeficiente binomial:
{\displaystyle {\frac {x^{(n)}}{n!}}={x+n-1 \choose n}\quad {\text{and}}\quad {\frac {(x)_{n}}{n!}}={x \choose n}.}
Por lo tanto, muchas identidades sobre coeficientes binomiales se trasladan a los factoriales decrecientes y ascendentes.
Un factorial ascendente se puede expresar como un factorial descendente que comienza desde el otro extremo,
{\displaystyle x^{(n)}=(x+n-1)_{n},}
o como un factorial descendente con argumento opuesto,
{\displaystyle x^{(n)}=(-1)^{n}(-x)_{n}.}
Los factoriales ascendentes y descendentes están bien definidos en cualquier anillo unitario y, por lo tanto, se puede considerar que x puede ser, por ejemplo, un número complejo, incluidos los números enteros negativos, o un polinomio con coeficientes complejos, o cualquier función de variable compleja.
El factorial ascendente puede extenderse a los valores reales de n utilizando la función gamma con x y x + n números reales que no sean enteros negativos:
{\displaystyle x^{(n)}={\frac {\Gamma (x+n)}{\Gamma (x)}},}
y también lo puede hacer el factorial descendente:
{\displaystyle (x)_{n}={\frac {\Gamma (x+1)}{\Gamma (x-n+1)}}.}
Si D denota el diferencial con respecto a x, se tiene
{\displaystyle D^{n}(x^{a})=(a)_{n}\,\,x^{a-n}.}
El símbolo de Pochhammer también forma parte de la definición de la función hipergeométrica: la función hipergeométrica se define para |z| < 1 por la serie de potencias
{\displaystyle \,_{2}F_{1}(a,b;c;z)=\sum _{n=0}^{\infty }{a^{(n)}b^{(n)} \over c^{(n)}}\,{z^{n} \over n!}}
siempre que c no sea igual a 0, -1, -2, .... Sin embargo, téngase en cuenta que los textos sobre la función hipergeométrica utilizan la notación {\displaystyle {(a)}_{n}} para los factores de la función factorial ascendente.

## Relación con el cálculo umbral
El factorial descendente también se deduce a partir de una fórmula que representa polinomios utilizando diferencias finitas Δ, lo que es formalmente similar al teorema de Taylor. En esta fórmula y en muchas otras identidades, el factorial descendente (x)k en el cálculo de diferencias finitas desempeña el papel de xk en el cálculo diferencial. Téngase en cuenta, por ejemplo, la similitud de
{\displaystyle \Delta (x)_{k}=k(x)_{k-1},}
y de
{\displaystyle Dx^{k}=kx^{k-1},}
Un resultado similar es válido para el factorial ascendente.
El estudio de analogías de este tipo se conoce como cálculo umbral. La teoría de secuencias polinómicas de tipo binomial y de secuencias de Sheffer da una teoría general que cubre tales relaciones, incluidas las funciones factoriales descendentes y ascendentes, que son secuencias de Sheffer de tipo binomial, como se muestra en las relaciones:
{\displaystyle (a+b)^{(n)}=\sum _{j=0}^{n}{n \choose j}(a)^{(n-j)}(b)^{(j)}}
{\displaystyle (a+b)_{n}=\sum _{j=0}^{n}{n \choose j}(a)_{n-j}(b)_{j}}
donde los coeficientes son los mismos que en la expansión de una potencia de un binomio (identidad de Chu-Vandermonde).
De manera similar, la función generadora de los polinomios de Pochhammer ascendentes según la función exponencial umbral,
{\displaystyle \sum _{n=0}^{\infty }(x)_{n}~{\frac {t^{n}}{n!}}=(1+t)^{x}~,}
como Δ(1 + t) x = t (1 + t)x.

## Coeficientes de conexión e identidades
Los factoriales descendentes y ascendentes se relacionan entre sí a través de los números de Lah y a través de sumas para potencias integrales de una variable {\displaystyle x} que involucra a los números de Stirling de segunda especie en las  formas siguientes, donde {\displaystyle {\binom {r}{k}}=r^{\underline {k}}/k!}:
{\displaystyle {\begin{aligned}x^{\underline {n}}&=\sum _{k=1}^{n}{\binom {n-1}{k-1}}{\frac {n!}{k!}}\times (x)_{k}\\&=(-1)^{n}(-x)_{n}=(x-n+1)_{n}={\frac {1}{(x+1)^{\overline {-n}}}}\\(x)_{n}&=\sum _{k=0}^{n}{\binom {n}{k}}(n-1)^{\underline {n-k}}\times x^{\underline {k}}\\&=(-1)^{n}(-x)^{\underline {n}}=(x+n-1)^{\underline {n}}={\frac {1}{(x-1)^{\underline {-n}}}}\\&={\binom {-x}{n}}(-1)^{n}n!\\&={\binom {x+n-1}{n}}n!\\x^{n}&=\sum _{k=0}^{n}\left\{{\begin{matrix}n\\n-k\end{matrix}}\right\}x^{\underline {n-k}}\\&=\sum _{k=0}^{n}\left\{{\begin{matrix}n\\k\end{matrix}}\right\}(-1)^{n-k}(x)_{k}.\end{aligned}}}
Dado que los factoriales descendentes son la base del anillo de polinomios, se puede volver a expresar el producto de dos de ellos como una combinación lineal de factoriales descendentes:
{\displaystyle (x)_{m}(x)_{n}=\sum _{k=0}^{m}{m \choose k}{n \choose k}k!\,(x)_{m+n-k}.}
Los coeficientes de (x) m+n−k, llamados coeficientes de conexión, tienen una interpretación combinatoria como el número de formas de identificar (o unir) k elementos cada uno de un conjunto de tamaño m y de un conjunto de tamaño n.
También se tiene una fórmula de conexión para la relación de dos símbolos de Pochhammer dada por
{\displaystyle {\frac {(x)_{n}}{(x)_{i}}}=(x+i)_{n-i},\ n\geq i.}
Además, se pueden expandir las leyes de exponente generalizadas y las potencias negativas ascendentes y descendentes a través de las siguientes identidades:
{\displaystyle {\begin{aligned}x^{\underline {m+n}}&=x^{\underline {m}}(x-m)^{\underline {n}}\\(x)_{m+n}&=(x)_{m}(x+m)_{n}\\(x)_{-n}&={\frac {1}{(x-n)_{n}}}={\frac {1}{(x-1)^{\underline {n}}}}\\x^{\underline {-n}}&={\frac {1}{(x+1)_{n}}}={\frac {1}{n!{\binom {x+n}{n}}}}={\frac {1}{(x+1)(x+2)\cdots (x+n)}}.\end{aligned}}}
Finalmente, aplicando la duplicación y las fórmulas de multiplicación a los factoriales ascendentes proporcionan las siguientes relaciones:
{\displaystyle (x)_{k+mn}=(x)_{k}m^{mn}\prod _{j=0}^{m-1}\left({\frac {x+j+k}{m}}\right)_{n},\ m\in \mathbb {N} }
{\displaystyle (ax+b)_{n}=x^{n}\prod _{k=0}^{x-1}\left(a+{\frac {b+k}{x}}\right)_{n/x},\ x\in \mathbb {Z} ^{+}}
{\displaystyle (2x)_{2n}=2^{2n}(x)_{n}\left(x+{\frac {1}{2}}\right)_{n}.}

## Notaciones alternativas
Una notación alternativa para el factorial ascendente
{\displaystyle x^{\overline {m}}=\overbrace {x(x+1)\ldots (x+m-1)} ^{m{\text{ factores}}}\qquad {\text{para un entero }}m\geq 0,}
y para el factorial descendente
{\displaystyle x^{\underline {m}}=\overbrace {x(x-1)\ldots (x-m+1)} ^{m{\text{ factores}}}\qquad {\text{para un entero }}m\geq 0;}
se remontan a A. Capelli (1893) y a L. Toscano (1939), respectivamente. Graham, Knuth y Patashnik que proponían denominar estas expresiones como "x al ascenso m" y "x al descenso m", respectivamente.
Otras anotaciones para el factorial descendente incluyen P(x, n), xPn, Px,n o xPn. (Véase permutación y combinación.)
Una notación alternativa para el factorial ascendente x(n) es (x)+n, menos común. Cuando la notación (x)+n se usa para el factorial ascendente, la notación (x)–n se usa generalmente para el factorial descendente normal para evitar confusiones.

## Generalizaciones
El símbolo de Pochhammer tiene una versión generalizada llamada símbolo generalizado de Pochhammer, utilizado en análisis multivariante. También hay un q-análogo, el símbolo q-Pochhammer.
Una generalización del factorial descendente en el que se evalúa una función en una secuencia aritmética descendente de enteros y los valores se multiplican, es:
{\displaystyle [f(x)]^{k/-h}=f(x)\cdot f(x-h)\cdot f(x-2h)\cdots f(x-(k-1)h),}
donde −h es la disminución y k es la cantidad de factores. La generalización correspondiente del factorial ascendente es
{\displaystyle [f(x)]^{k/h}=f(x)\cdot f(x+h)\cdot f(x+2h)\cdots f(x+(k-1)h).}
Esta notación unifica los factoriales ascendente y descendente, que son [x]k/1 y [x]k/−1, respectivamente.
Para cualquier función aritmética fija {\displaystyle f:\mathbb {N} \rightarrow \mathbb {C} } y parámetros simbólicos {\displaystyle x,t}, los productos factoriales generalizados se relacionan de la forma
{\displaystyle (x)_{n,f,t}:=\prod _{k=1}^{n-1}\left(x+{\frac {f(k)}{t^{k}}}\right)}
que se puede estudiar desde el punto de vista de las clases de los números de Stirling de primera especie generalizados, definidos por los siguientes coeficientes de las potencias de {\displaystyle x} en las expansiones de {\displaystyle (x)_{n,f,t}} y luego por la siguiente relación de recurrencia triangular correspondiente:
{\displaystyle {\begin{aligned}\left[{\begin{matrix}n\\k\end{matrix}}\right]_{f,t}&=[x^{k-1}](x)_{n,f,t}\\&=f(n-1)t^{1-n}\left[{\begin{matrix}n-1\\k\end{matrix}}\right]_{f,t}+\left[{\begin{matrix}n-1\\k-1\end{matrix}}\right]_{f,t}+\delta _{n,0}\delta _{k,0}.\end{aligned}}}
Estos coeficientes satisfacen una serie de propiedades análogas a las de los números de Stirling de primera especie, así como las relaciones de recurrencia y las ecuaciones funcionales relacionadas con los números f-armónicos, {\displaystyle F_{n}^{(r)}(t):=\sum _{k\leq n}t^{k}/f(k)^{r}}.